# Bent Christensen
Bent Christensen Arensøe (Copenhague, Dinamarca, 4 de enero de 1967), también conocido como Bent René Christensen, es un exfutbolista danés, se desempeñaba como delantero y se retiró en 2000. Actualmente ejerce de entrenador.

## Clubes
| Club           | País      | Año         | Partidos | Goles |
| Brønshøj BK    | Dinamarca | 1984 - 1985 | 18       | 11    |
| Servette FC    | Suiza     | 1985 - 1986 | 11       | 1     |
| Vejle BK       | Dinamarca | 1986 - 1987 | 29       | 17    |
| Brøndby IF     | Dinamarca | 1987 - 1991 | 100      | 62    |
| FC Schalke 04  | Alemania  | 1991 - 1993 | 49       | 8     |
| Olympiacos FC  | Grecia    | 1993 - 1994 | 26       | 9     |
| SD Compostela  | España    | 1994 - 1997 | 110      | 35    |
| Genclerbirligi | Turquía   | 1997 - 1998 | 13       | 3     |
| Brøndby IF     | Dinamarca | 1998 - 2000 | 50       | 20    |
| Brønshøj BK    | Dinamarca | 2000        | 14       | 8     |

## Palmarés
Brøndby IF
- Superliga danesa: 1986-87, 1987-88, 1989-90, 1990-91
- Copa de Dinamarca: 1989

Selección de fútbol de Dinamarca
- Eurocopa 1992

- Datos: Q818204
- Multimedia: Bent Christensen Arensøe / Q818204